# Mariza Gregorio
Mariza Mariana Gregorio (ur. 7 sierpnia 1976) – mozambicka pływaczka.
Reprezentowała swój kraj w pływaniu na Letnich Igrzyskach Olimpijskich 1992, zajmując 49. miejsce w wyścigu na 100 metrów stylem motylkowym.